# Henrietta (Missouri)
Henrietta és una població dels Estats Units a l'estat de Missouri. Segons el cens del 2000 tenia 457 habitants.

## Demografia
Segons el cens del 2000, Henrietta tenia 457 habitants, 124 habitatges, i 83 famílies. La densitat de població era de 294,1 habitants per km².
Dels 124 habitatges en un 35,5% hi vivien nens de menys de 18 anys, en un 51,6% hi vivien parelles casades, en un 9,7% dones solteres, i en un 32,3% no eren unitats familiars. En el 27,4% dels habitatges hi vivien persones soles el 7,3% de les quals corresponia a persones de 65 anys o més que vivien soles. El nombre mitjà de persones vivint en cada habitatge era de 2,69 i el nombre mitjà de persones que vivien en cada família era de 3,3.
Per edats la població es repartia de la següent manera: un 21,4% tenia menys de 18 anys, un 16% entre 18 i 24, un 37% entre 25 i 44, un 16,4% de 45 a 60 i un 9,2% 65 anys o més.
L'edat mediana era de 30 anys. Per cada 100 dones de 18 o més anys hi havia 182,7 homes.
La renda mediana per habitatge era de 33.750 $ i la renda mediana per família de 40.357 $. Els homes tenien una renda mediana de 29.432 $ mentre que les dones 24.500 $. La renda per capita de la població era de 16.129 $. Entorn del 6% de les famílies i l'11,3% de la població estaven per davall del llindar de pobresa.

## Poblacions més properes
El següent diagrama mostra les poblacions més properes.